# Niassa (Schiff, 1955)
Die Niassa war ein 1955 gebautes portugiesisches Passagierschiff der Reederei Companhia Nacional de Navegação, das sie zwischen Lissabon und Angola einsetzte und das seitdem auch als Truppentransporter diente. 1979 wurde es abgewrackt.

## Bau und technische Daten
Für ihren Liniendienst zwischen dem Mutterland und der Stadt Moçâmedes im südlichen Angola bestellte die Reederei im August 1952 bei der belgischen Werft Cockerill in Hoboken (Antwerpen) den Neubau. Angeschafft wurde das Schiff mithilfe des Despacho 100, des Dekrets Nummer 100, mit dem die portugiesische Regierung nach dem Zweiten Weltkrieg die Handelsflotte modernisierte und erweiterte. Das Schiff war der letzte Neubau und zugleich Abschluss dieses Programmes. Unter der Baunummer 768 wurde der Neubau am 24. Mai 1954 auf Kiel gelegt, lief am 5. März 1955 vom Stapel und wurde auf den Namen der Provinz Niassa im Norden Mosambiks getauft. Die Ablieferung erfolgte am 4. August 1955 in Antwerpen. Mit der Registrierung am 31. August 1955 wurde Lissabon Heimathafen des Schiffes.
Die Niassa war 151,5 Meter lang, 19,5 Meter breit und hatte einen Tiefgang von 8,4 Metern. Es war mit 10.912 BRT (ab 1959: 10.742 BRT) bzw. 6.257 NRT vermessen und hatte eine Tragfähigkeit von 13.566 Tonnen. Ein Sechszylinder-Zweitakt-Dieselmotor von Doxford-Ansaldo erzeugte 7150 PS und ermöglichte über eine Schraube eine Geschwindigkeit von 16,0 Knoten. Ihre Unterkünfte boten 322 Passagieren Platz, davon 22 in der Ersten Klasse und 300 in der Touristenklasse. Darüber hinaus boten fünf Laderäume 13.249 Kubikmeter Platz für Stückgüter, davon waren 597 Kubikmeter für Kühlladung. Die Besatzung bestand aus 132 Mann.

## Geschichte
Nach Ankunft in Lissabon am 8. August 1955 blieb die Companhia Nacional de Navegação einziger Besitzer des Schiffes. Zur Jungfernfahrt und ersten kommerziellen Reise verließ die Niassa Lissabon am 7. September für die Fahrt nach Mosambik. Bereits für die zweite Reise charterte das Verteidigungsministerium das Schiff für einen Truppen- und Materialtransport, der nach Afrika und in den Fernen Osten führte.
Ab März 1959 charterte die portugiesische Regierung das Schiff immer wieder für weitere Truppentransporte, die zunächst etwa nach Indien führten, und insbesondere nach Beginn des portugiesischen Kolonialkrieges 1961 zunahmen. Dabei zählte die Niassa mit den Schiffen Vera Cruz, Lima, Uíge und Imperio zu den am häufigsten nachgefragten Schiffen für diese Transporte. In den Folgejahren wechselten reguläre Linienfahrten der Reederei nach Afrika mit Regierungschartern zu den Kriegsschauplätzen in Übersee.

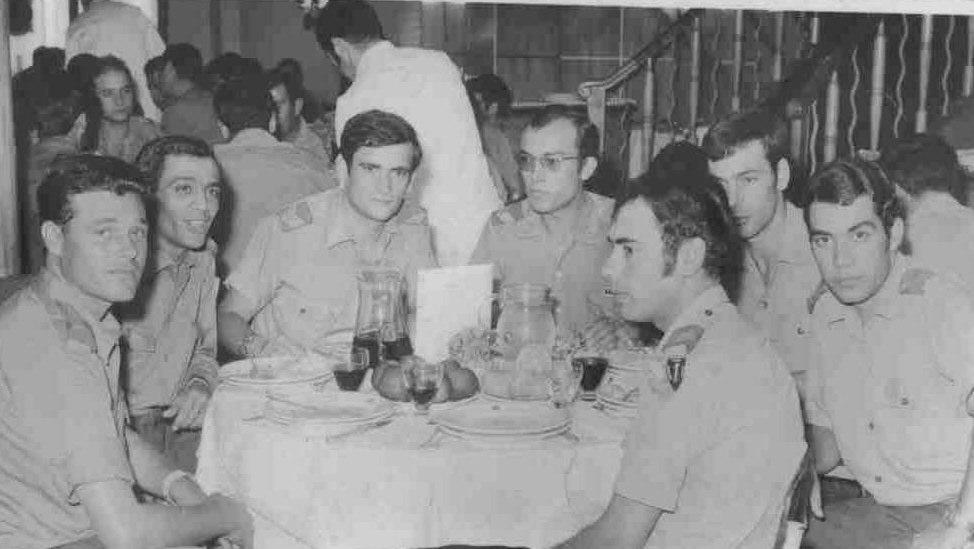
Portugiesische Truppen im Mai 1969 an Bord der Niassa auf dem Weg nach Bissau

Am Ende des Kolonialkrieges befand sich die Niassa im November 1975 in Angola. Sie war Teil des portugiesischen Marineverbandes, der aus den Fregatten Hermenegildo Capelo und Roberto Ivens, der Korvette General Pereira d'Eça, dem Hospitalschiff Gil Eannes, dem Tanker São Gabriel und den als Truppentransporter eingesetzten Passagierschiffen Uíge und Niassa bestand. Sie brachten den letzten portugiesischen Gouverneur von Angola, Admiral Leonel Cardoso, und die letzten portugiesischen Truppen zurück nach Lissabon.
Nach der Rückkehr verkehrte die Niassa noch bis Januar 1977 zwischen Lissabon und Kap Verde. Anschließend wurde sie in Lissabon aufgelegt. Am 7. Januar 1978 charterte die Reederei Companhia Portuguesa de Transportes Marítimos die Niassa, um nach der Bruchlandung des TAP-Fluges 425 auf dem Flughafen Funchal den Liniendienst zwischen Lissabon und Madeira zu übernehmen. Auf der letzten Fahrt schleppte sie am 25. Februar 1977 das in Seenot geratenen Frachtschiff Cedros nach Lissabon. Am 4. März beendete sie den Madeira-Dienst und stand zum Verkauf an. Ab dem 23. Mai 1979 wurde das Schiff in Bilbao abgewrackt.